# Clinterocera davidis
Clinterocera davidis är en skalbaggsart som beskrevs av Leon Fairmaire 1878. Clinterocera davidis ingår i släktet Clinterocera och familjen Cetoniidae. Utöver nominatformen finns också underarten C. d. nigra.